# Colo-Colo
Club Social y Deportivo Colo-Colo este un club chilian de fotbal. Ei au câștigat un număr record de titluri naționale și este singura echipă chiliană care a câștigat Copa Libertadores (1991). Colo-Colo este cunoscută ca „Albos” (Albii zăpezii), „el Cacique” (Șeful), „El Indio” (Indianul) și „Eterno Campeón” (campionul etern). Culorile lor tradiționale constau într-un tricou alb, pantaloni scurți negrii, și șosete albe. După moartea lui David Arellano, negrul a fost adăugat în partea de sus a emblemei de pe tricoul alb ca tribut. Colo-Colo joacă în comuna chiliană Macul din Santiago.
Colo-Colo a câștigat un total de 46 titluri, cuprinzând 4 titluri de amatori, 39 turnee naționale în epoca profesională și 3 campionate internaționale. De la crearea Primerei División de Chile în 1933, Colo-Colo este singura echipă care a jucat toate campionatele fără să fie retrogradată. Clubul a câștigat un record de 29 campionate în Primera División de Chile. Clubul a fost clasat printre primele 30 de cluburi de fotbal din IFFHS în All-Time Club World Ranking, în 2007.

## Palmares

### Campionatul Amator
- Campeonato Liga Central de Football de Santiago
  - Câștigători (3): 1925, 1928, 1929
- Campeonato Asociación de Football de Santiago
  - Câștigători (1): 1930

### Palmares național
- Primera División de Chile
  - Campioni (31): 1937 , 1939, 1941, 1944, 1947, 1953, 1956, 1960, 1963, 1970, 1972, 1979, 1981, 1983, 1986, 1989, 1990, 1991, 1993, 1996, 1997 (C), 1998, 2002 (C), 2006 (A), 2006 (C), 2007 (A), 2007 (C), 2008 (C), 2009 (C), 2014 (C), 2015 (A)
  - Locul doi (16): 1933, 1943, 1952, 1954, 1955, 1958, 1959, 1966, 1970, 1973, 1982, 1987, 1992, 1997 (A), 2003 (A), 2003 (C), 2008 (A)

- Copa Chile
  - Câștigători (11): 1958, 1974, 1981, 1982, 1985, 1988, 1989, 1990, 1994, 1996, 2016
  - Locul doi (4): 1979, 1980, 1987, 1992

### Palmares internațional
- Copa Libertadores
  - Câștigători (1): 1991
  - Locul doi (1): 1973
- Recopa Sudamericana
  - Câștigători (1): 1992
- Copa Interamericana
  - Câștigători (1): 1991
- Cupa Intercontinentală
  - Locul doi (1): 1991
- Copa Sudamericana
  - Locul doi (1): 2006

## Lotul actual
Actualizat la 22 ianuarie 2025
| Nr. |           | Poziție | Jucător            |
| --- | --------- | ------- | ------------------ |
| 1   | Chile     | P       | Brayan Cortés      |
| 2   | Chile     | F       | Jonathan Villagra  |
| 3   | Chile     | F       | Daniel Gutiérrez   |
| 4   | Uruguay   | F       | Alan Saldivia      |
| 5   | Chile     | M       | Víctor Méndez      |
| 6   | Chile     | F       | Sebastián Vegas    |
| 7   | Chile     | M       | Francisco Marchant |
| 8   | Chile     | M       | Esteban Pavez      |
| 9   | Argentina | A       | Javier Correa      |
| 10  | Argentina | M       | Claudio Aquino     |
| 11  | Chile     | A       | Marcos Bolados     |
| 12  | Chile     | P       | Eduardo Villanueva |
| 13  | Chile     | F       | Bruno Gutiérrez    |
| 14  | Chile     | A       | Cristian Zavala    |
| 15  | Siria     | F       | Emiliano Amor      |
| 16  | Chile     | F       | Óscar Opazo        |

| Nr. |         | Poziție | Jucător           |
| --- | ------- | ------- | ----------------- |
| 17  | Chile   | F       | Cristian Riquelme |
| 19  | Uruguay | A       | Salomón Rodríguez |
| 20  | Chile   | A       | Alexander Oroz    |
| 21  | Chile   | F       | Erick Wiemberg    |
| 22  | Chile   | F       | Mauricio Isla     |
| 23  | Chile   | M       | Arturo Vidal      |
| 24  | Chile   | A       | Leandro Hernández |
| 25  | Chile   | M       | Tomás Alarcón     |
| 27  | Chile   | M       | Diego Plaza       |
| 30  | Chile   | P       | Fernando de Paul  |
| 32  | Chile   | A       | Lucas Cepeda      |
| 33  | Chile   | F       | Javier Rojas      |
| 34  | Chile   | M       | Vicente Pizarro   |
| 40  | Chile   | F       | Nicolás Suárez    |
| 49  | Haiti   | A       | Manley Clerveaux  |

## Internaționali importanți
Guillermo Arellano
Ernesto Chaparro
Roberto Cortes
Victor Morales
Guillermo Saavedra
Carlos Schneeberger
Guillermo Subiabre
Arturo Torres
Fernando Campos
Arturo Farias
Manuel Machuca
Manuel Muñoz
Osvaldo Saez
Francisco Urroz
Misael Escuti
Jorge Toro
Mario Ortiz
Mario Moreno
Humberto Cruz
Francisco Valdez
Alberto Valentini
Rolando Garcia
Sergio Ahumada
Leonardo Veliz

### Colo-Colo la Copa Sudamericana 2006
| Cejas Ormeño Riffo Henriquez Vidal Fierro Melendez Sanhueza Fernandez Suazo Sanchez |
| Colo Colo: Sudamericana 2006 lineup                                                 |

| An    | PG | W | D | L | GF | GA | PTS | GD  | Fază      |
| ----- | -- | - | - | - | -- | -- | --- | --- | --------- |
| 2006  | 12 | 8 | 1 | 3 | 29 | 12 | 25  | +17 | Finalistă |
| 2007  | 6  | 1 | 5 | 0 | 7  | 5  | 8   | +2  | Optimi    |
| Total | 18 | 9 | 6 | 3 | 36 | 17 | 33  | 19  |           |

## Jucători notabili
| - Chile - Miguel Aceval (2001-2006, 2007) - Sergio Ahumada (1970-1974) - Luis Hernán Álvarez (1958-1965) - David Arellano (1925-1927) - Francisco Arrué (1994-1999) - Fernando Astengo (1986) - Ivo Basay (1995-1999) - Claudio Bravo (2002-2006) - Víctor "Pititore" Cabrera (1985) - Carlos Caszely (1967-1973, 1978-1983, 1985-1986) - Jorge Contreras (1993-1994) - Pablo Contreras (1996-1999) - Nicolás Córdova (1997-2000) - Humberto Cruz (1963-1971) - Misael Escuti (1946-1964) - Fabián Estay (1995-1996) - Matías Fernández (2004-2006) - Gonzalo Fierro (2002-2008) - Elías Figueroa (1982) - Lizardo Garrido (1982) - Aníbal González (1992, 1994) - Rafael González (1969-?) - Sebastián González (1998-2002, 2009) - David Henríquez (1995-2002, 2003-2004, 2005-2007) - Leonel Herrera Rojas (1967-1974, 1979-1986) - Leonel Herrera Silva (1989, 1991, 1993, 1995) - Alejandro Hisis (1982-1985, 1992) - Braulio Leal (2000-2004, 2005-2006) - Sergio Livingstone (1957) - Frank Lobos (1998-1999, 2006) - Jaime Lopresti (2001-2002) - Claudio Maldonado (1998-1999) - Héctor Mancilla (2006) - Javier Margas (1990-1995, 1996) - Rodrigo Meléndez (2006-) - Luis Mena (1996-) - Gabriel Mendoza (1991-1996, 2001) - Sergio Messen (1971-1974) - Cristián Montecinos (1999) - Daniel Morón (1989-1995) - Manuel Muñoz (1949-1958) - Adolfo Nef (1973-1980) - Manuel Neira (1994-1995, 1997-1999, 2002-2004) - Raúl Ormeño (1975-1991) - Mario Osbén (1980-1985) - Simón Parra (1966-1976) - Jaime Pizarro (1983-1993) - Marcelo Ramírez (1984-1989, 1991-2001) - Miguel Ramírez (1991-1995, 2004-2005) - Carlos Reinoso (1970) - Pedro Reyes (1993-1998) - Miguel Riffo (2002-) |  | - Carlos Rivas (1978-1982) - Jorge (George) Robledo (1953-1958) - Ted Robledo (1953-?) - Francisco Rojas (1994-1995, 1996-2000) - Ricardo Rojas (2008) - Roberto Rojas (1983-1987) - Sebastián Rozental (2001-2002) - Hugo Eduardo Rubio (1986-1987, 1991-1994, 1995-1996) - Alexis Sánchez (2006-2007) - Arturo Sanhueza (2005-) - José Luis Sierra (1996-1998, 1999-2001) - Humberto Suazo (2006-2007) - Guillermo Subiabre (1927-1934) - Héctor Tapia (1994-1998, 2001, 2005) - Jorge Toro (1959-1962) - Francisco Valdés (1961-1969, 1972-1975) - Jorge Valdivia (2003-2006) - Dion Valle (1993-1995) - Marcelo Vega (1993-1995) - Jaime Vera (1983-1988) - Arturo Vidal (2006-2007) - Eduardo Vilches (1989-1994) - Moisés Villarroel (2003-2008) - Oscar Wirth (1979-1980) - Patricio Yáñez (1991-1995) - Iván Zamorano (2003) - Argentina - Marcelo Barticciotto (1988-1992, 1996-2002) - Claudio Borghi (1992) - Sebastián Cejas (2006-2007) - Marcelo Espina (1995-1998, 2001-2004) - René Houseman (1982) - Bolivia - Marco Etcheverry (1994) - Brazilia - Emerson Pereira da Silva (1995-1998, 2000) - Severino Vasconcelos (1978-1983) - Columbia - Andrés González (2006) - Giovanni Hernández (2007) - Macnelly Torres (2008-) - Ecuador - Eduardo Hurtado (1993) - Paraguay - Celso Ayala (2006) - Lucas Barrios (2008-2009) - Domingo Salcedo (2008-2010) - Uruguay - Claudio Arbiza (1996-2000) - Andrés Scotti (2010-) - Venezuela - José Manuel Rey (2009) |  |

## Antrenori
- José Rosetti (1925)
- Jorge Orth (1930−1931)
- Arturo Torres (1937)
- Máximo Garay (1938)
- Nicolás Lombardo (1939)
- Franz Platko (1939−1943)
- Arturo Torres (1944)
- Luis Tirado (1944−1945)
- Enrique Sorrel (1947−1948)
- Luis Tirado (1951)
- José Luis Boffi (1952)
- Franz Platko (1953)
- Enrique Fernández (1955−1956)
- Flávio Costa (1959−1960)
- Hernán Carrasco (1960)
- José Manuel Moreno (1962)
- Hugo Tassara (1963)
- Caupolicán Peña (1964)
- Hugo Tassara (1965)
- José María Rodríguez (1966)
- Simon Parra (1966–1976)
- Andrés Prieto (1966−1967)
- Pedro Morales (1967)
- Andrés Prieto (1968)
- Francisco Molina (1969)
- Francisco Ormazábal (1969−1970)
- Enrique Hormazábal (1970−1971)
- Luis Álamos (1972−1973)
- Orlando Aravena (1974)
- Luis Álamos (1976)
- Orlando Aravena (1976)
- Ferenc Puskás (1977)
- Sergio Navarro (1977−1978)
- Alberto Fouilloux (1978)
- Pedro Morales (1979−1980)
- Pedro García (1981−1985)
- Arturo Salah (1986−1990)
- Mirko Jozić (1990−1993)
- Vicente Cantatore (1994)
- Eddio Inostroza (1994)
- Ignacio Prieto (1994)
- Gustavo Benítez (1995−1998)
- Nelsinho Baptista (1999)
- Carlos Durán (1999)
- Fernando Morena (1999−2000)
- Roberto Hernández (2001)
- Jaime Pizarro (2002−2003)
- Ricardo Dabrowski (2004)
- Marcelo Espina (2005)
- Ricardo Dabrowski (2005)
- Claudio Borghi (2006−2008)
- Fernando Astengo (2008)
- Marcelo Barticciotto (2008-2009)
- Gualberto Jara (interim) (2009)
- Hugo Tocalli (2009-2010)
- Diego Cagna (2010-)

## Președinți
| - Alberto Parodi 1925 -1926 - Tomás Olivo 1926 - 1926 - Carlos Bello 1926 - 1928 - Carlo Cariola 1928 - 1929 - Carlos Concha 1929 - 1930 - Gonzalo Debesa 1930 - 1931 - Fernando Larraín 1931 - 1932 - Tomás Olivo 1932 - 1933 - Waldo Sanhueza 1933 - 1934 - Robinson Álvarez 1934 - 1935 - Alfonso Silva 1936 - 1937 - Ernesto Blake 1937 - 1939 - Robinson Álvarez 1939 - 1942 - Ernesto Blake 1937 - 1939 - Robinson Álvarez 1939 - 1942 - Tomás Olivo 1942 - 1943 - Robinson Alvarez 1943 - 1949 - Hugo Larraín 1949 - 1951 - Pedro Foncea 1951 - 1953 |  | - Antonio Labán 1953 - 1962 - Jovino Novoa Vidal 1962 - 1964 - Guillermo Herrera 1964 - 1968 - Guillermo Ferrer 1968 - 1969 - Héctor Gálvez 1969 - 1976 - Javier Vial 1976 - 1978 - Luis Alberto Simián 1978 - 1979 - Miguel Balbi 1979 - 1979 - Alejandro Ascuí 1980 - 1984 - Patricio Vildósola 1984 - 1984 - Naín Rostión 1985 - 1985 - Peter Dragicevic 1986 - 1991 - Eduardo Menichetti 1991 - 1994 - Peter Dragicevic 1994 - 2002 - Juan Carlos Saffie (síndico de quiebra) 2002 - 2003 - Francisco Goñi (síndico de quiebra) 2003 - 2004 - Patricio Jamarne (síndico de quiebra) 2004 - 2005 - Cristián Varela 2005 - 2007 - Gabriel Ruiz-Tagle 2007 - 2010 |  | - Guillermo Mackenna 2010 - |